# Hjalmar Eneroth
Per Ludvig Hjalmar Eneroth, född 11 maj 1869 i Vetlanda, Småland, död 14 februari 1964, var en svensk  författare och tecknare.
Eneroth föddes i Vetlanda men gick i skola i Nyköping. Efter att år 1887 ha varit elev åt medaljgravör August Högel var han några år retuschör och etsare vid Justus Cederquists kemigrafiska ateljé samtidigt som han vid Tekniska skolan och på Zorns och Carl Larssons ateljéer utbildade sig i teckning och målning. Sedan blev han fast anställd tecknare i Nya Nisse fram till 1901. Han har dessutom lämnat bidag till ett flertal illustrerade tidningar och tidskrifter såsom Förr och Nu, Ny Illustrerad Tidning, Kasper och Idun samt illustrerat böcker. Från 1899 medverkande han i Svenska Dagbladet som tecknare, bland annat som illustratör av nyhetshändelser.
Hjalmar Eneroth har även gjort bokillustrationer, bokomslag, jul- och nyårskort samt utgivit samlingar med historiska uppsatser och sagor.
Olof Eneroth, Sveriges förste pomolog var en släkting till Hjalmar Eneroth, vilka båda härstammade ifrån kungliga hovpredikanten Olof Eneroth (1744-1808), vars broder var den berömda guldsmeden Petter Eneroth (1741-1809), som var Gustav III:s vän. Släkten Eneroth från Uppland hade flera konstnärliga personligheter som gjorde betydande produktioner i svensk konsthistoria.
Hjalmar Eneroth är bland annat representerad vid Scenkonstmuseet.